# Nationaal park Kirthar
Het Nationaal park Kirthar (Urdu: کِیرتھر نیشنل پارک, Sindhi: کيرٿرنيشنل پارڪ) is een nationaal park in het Kirthargebergte, in het zuiden van Pakistan, in de provincie Sind. Het park heeft een oppervlakte van 3.087 km² en werd opgericht in 1974. Het is hiermee het op-twee-na-grootste nationale park van Pakistan. In het park loopt een herintroductieproject voor Indische antilopen.

## Fauna
In het park leven in totaal 33 zoogdiersoorten, meer dan 147 vogelsoorten en vele andere diersoorten. Een aantal van deze soorten:

### Zoogdieren
- Arabische wolf (Canis lupus arabs)
- Aziatische steppenkat (Felis lybica ornata)
- Caracal (Caracal caracal caracal)
- Egel van Brandt (Paraechinus hypomelas)
- Egyptische stekelmuis (Acomys cahirinus)
- Gestreepte hyena (Hyaena hyaena hyaena)
- Golunda ellioti
- Goudjakhals (Canis aureus persica)
- Honingdas (Mellivora capensis indica)
- Indisch schubdier (Manis crassicaudata)
- Indische antilope (Antilope cervicapra)
- Indische egel (Paraechinus micropus)
- Indische gazelle (Gazella bennettii fuscifrons)
- Indische ichneumon (Urva edwardsii edwardsii)
- Indische wolf (Canis lupus pallipes)
- Millardia gleadowi
- Moeraskat (Felis chaus)
- Oerial (Ovis vignei blanfordi)
- Rhyneptesicus nasutus
- Sindbezoargeit (Capra aegagrus blythi)
- Vos (Vulpes vulpes pusilla)
- Witstaartstekelvarken (Hystrix indica)

### Vogels
- Aasgier
- Bengaalse oehoe
- Havikarend
- Hop
- Humes tapuit
- Indisch zandhoen
- Indische lannervalk
- Keizerarend
- Kroonzandhoen
- Kuifgors
- Lammergier
- Langsnavelpieper
- Lichtensteins zandhoen
- Loodbekje
- Monniksgier
- Oostelijke kraagtrap
- Patrijs
- Perzische woestijnpatrijs
- Roodbuikzandhoen
- Roodkopsmelleken
- Savannearend
- Steenarend
- Tamariskspecht
- Torenvalk
- Vale gier
- Witstaartkievit
- Woestijnleeuwerik
- Zijdestaart

### Reptielen
- Brilslang
- Bungarus sindanus
- Coelognathus flavolineatus
- Gele varaan
- Moeraskrokodil
- Russells adder
- Sterschildpad
- Tijgerpython
- Woestijnvaraan
- Zaagschubadder

## Galerij

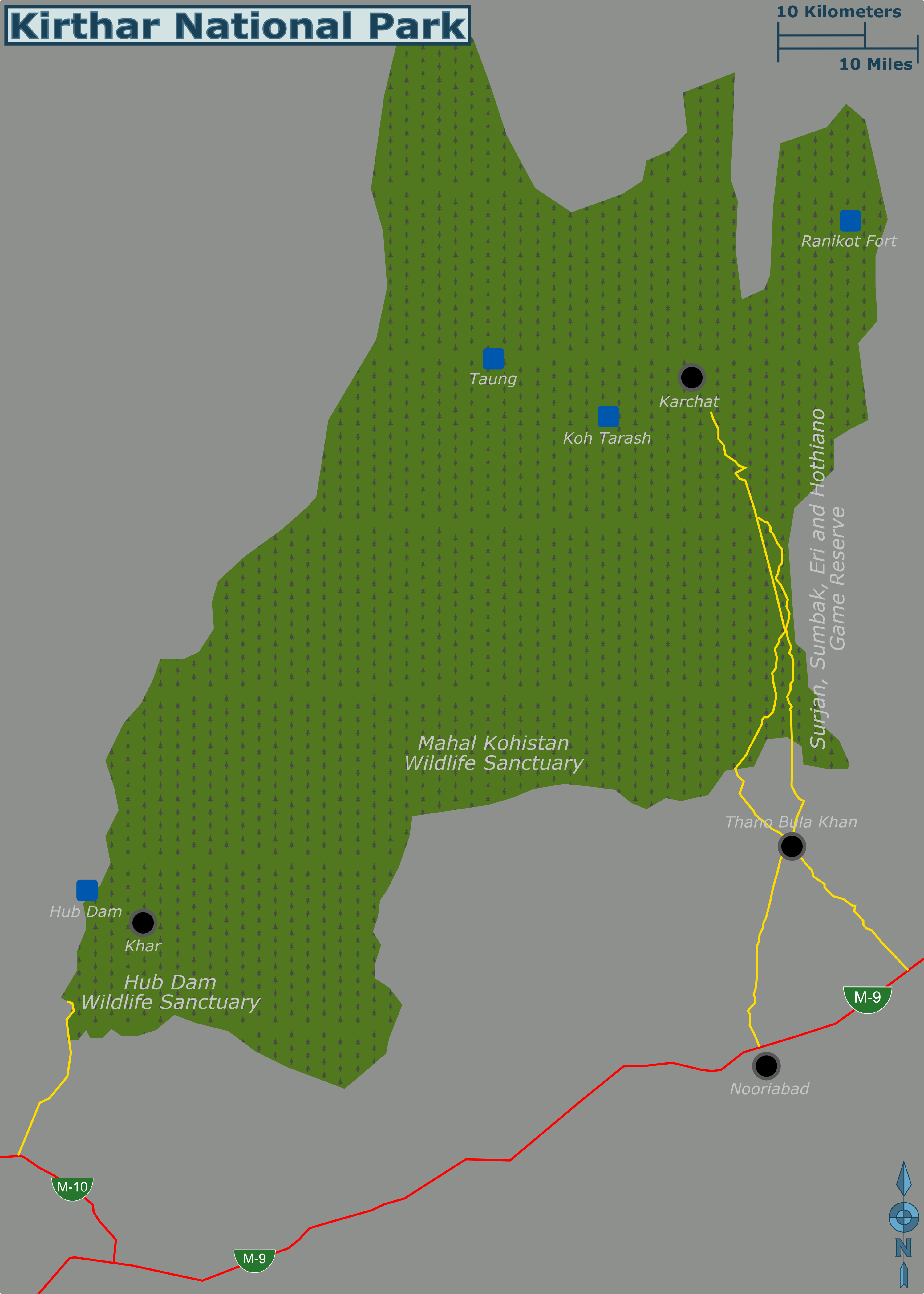
Kaart van het Nationaal park Kirthar in Sind
Sindbezoargeiten in het park
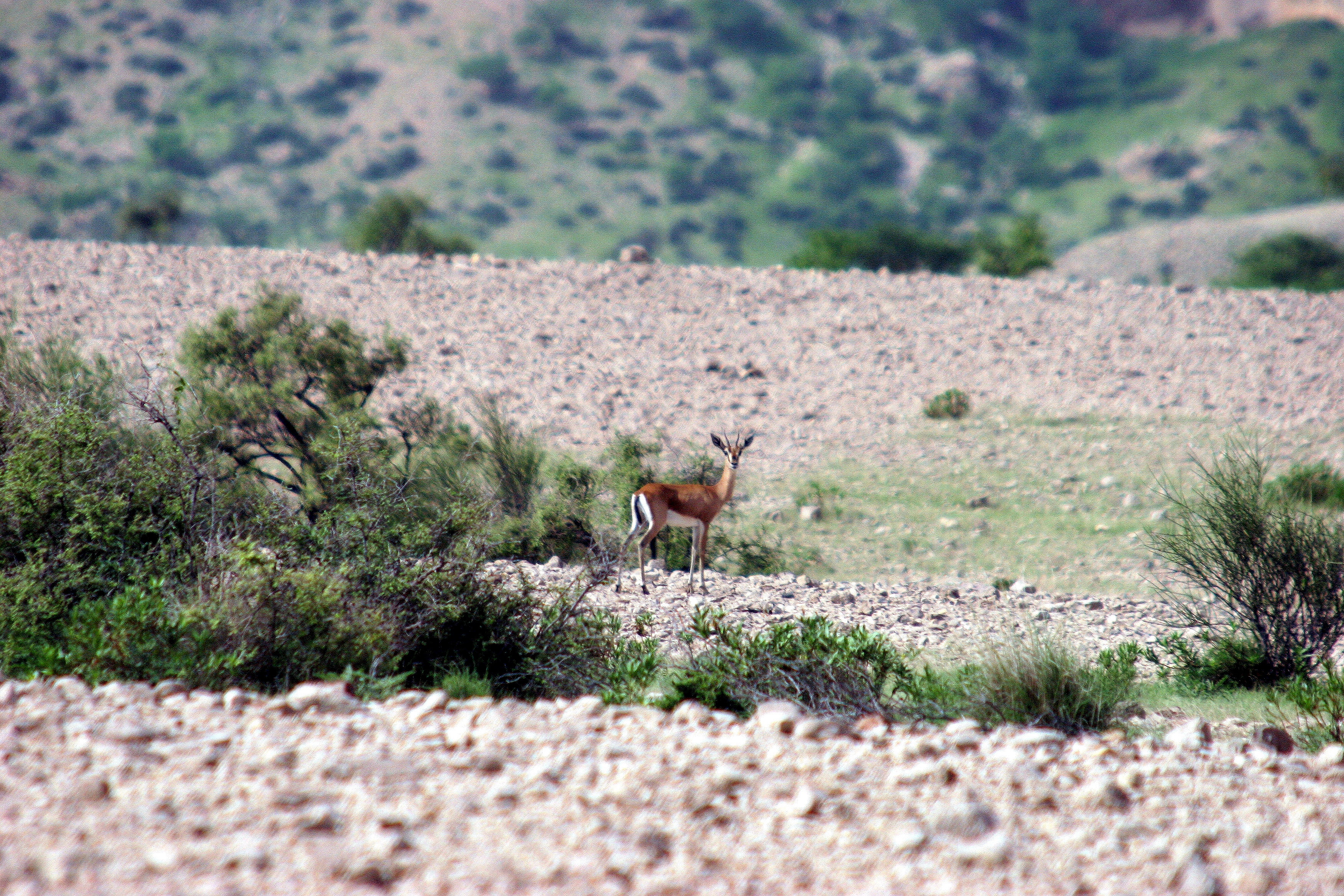
Indische gazelle in het park
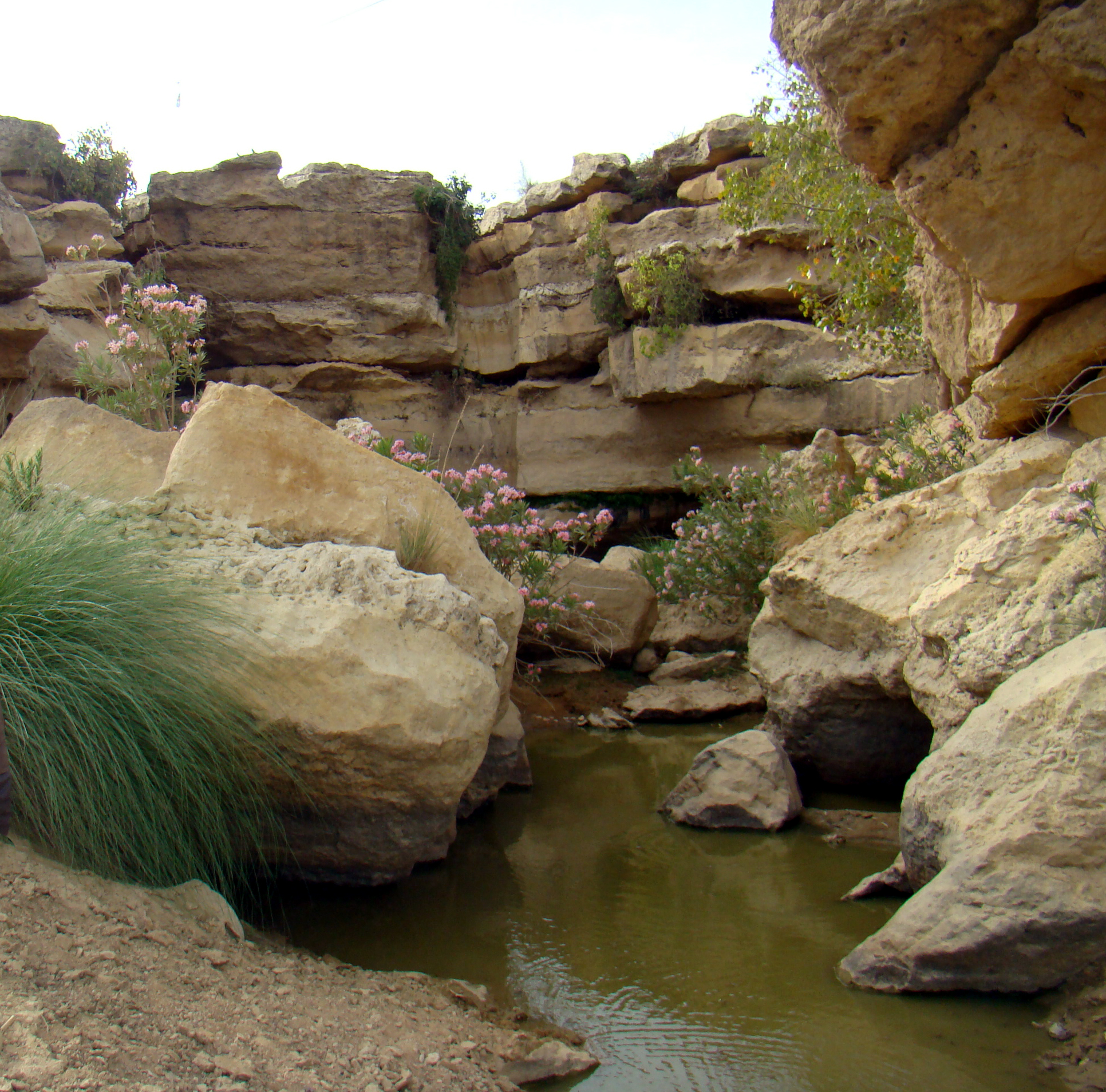
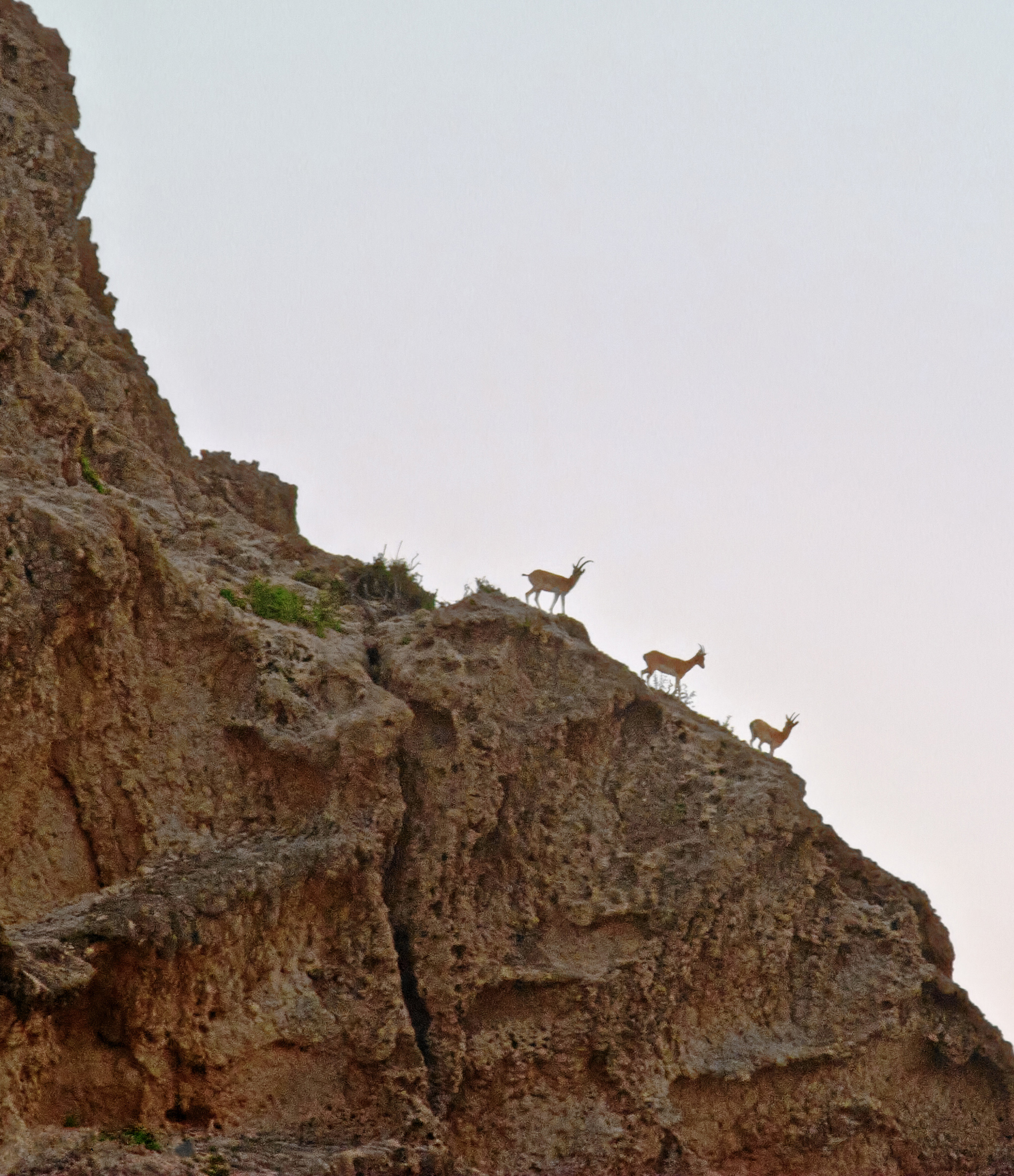
Sindbezoargeiten op een heuvel
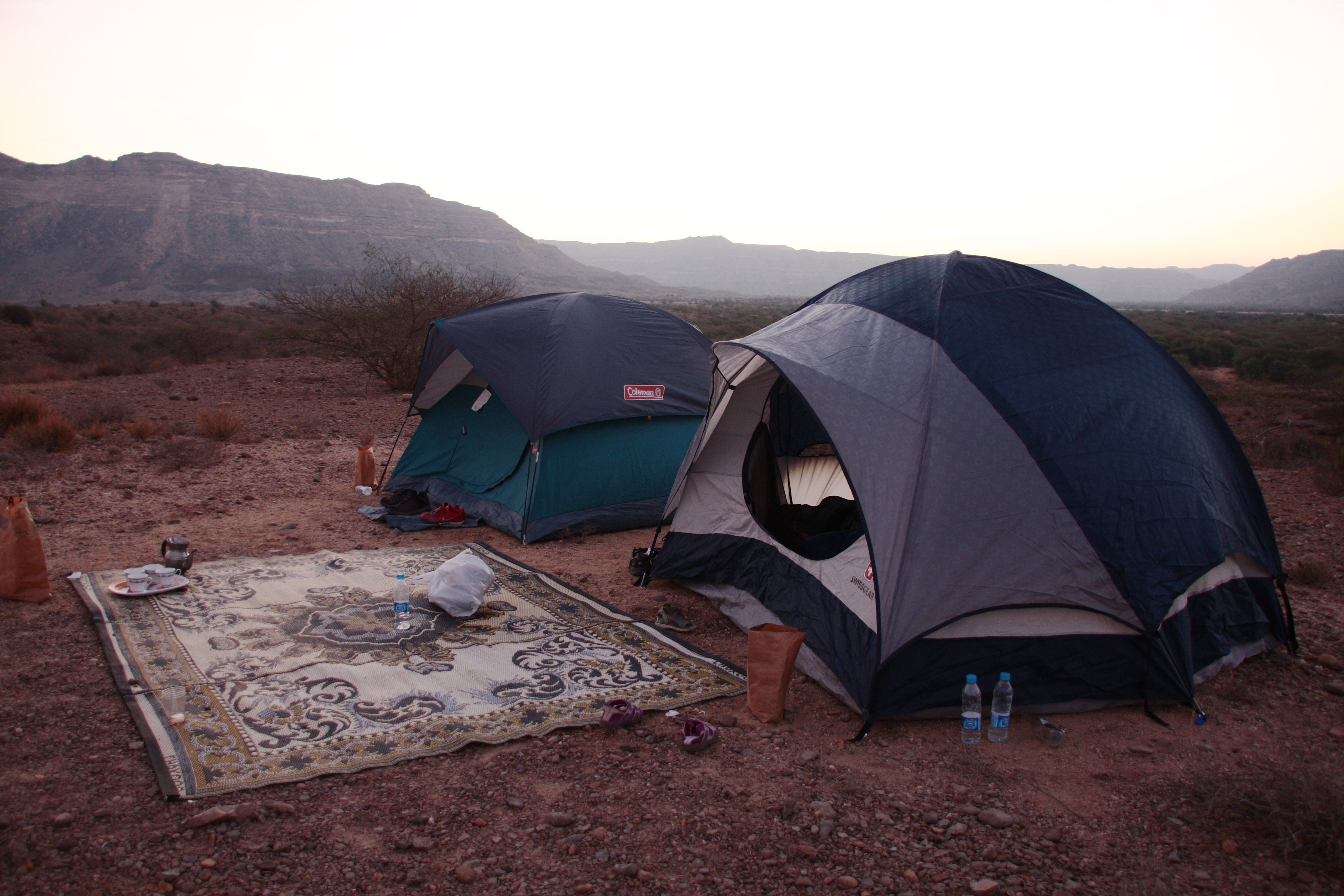
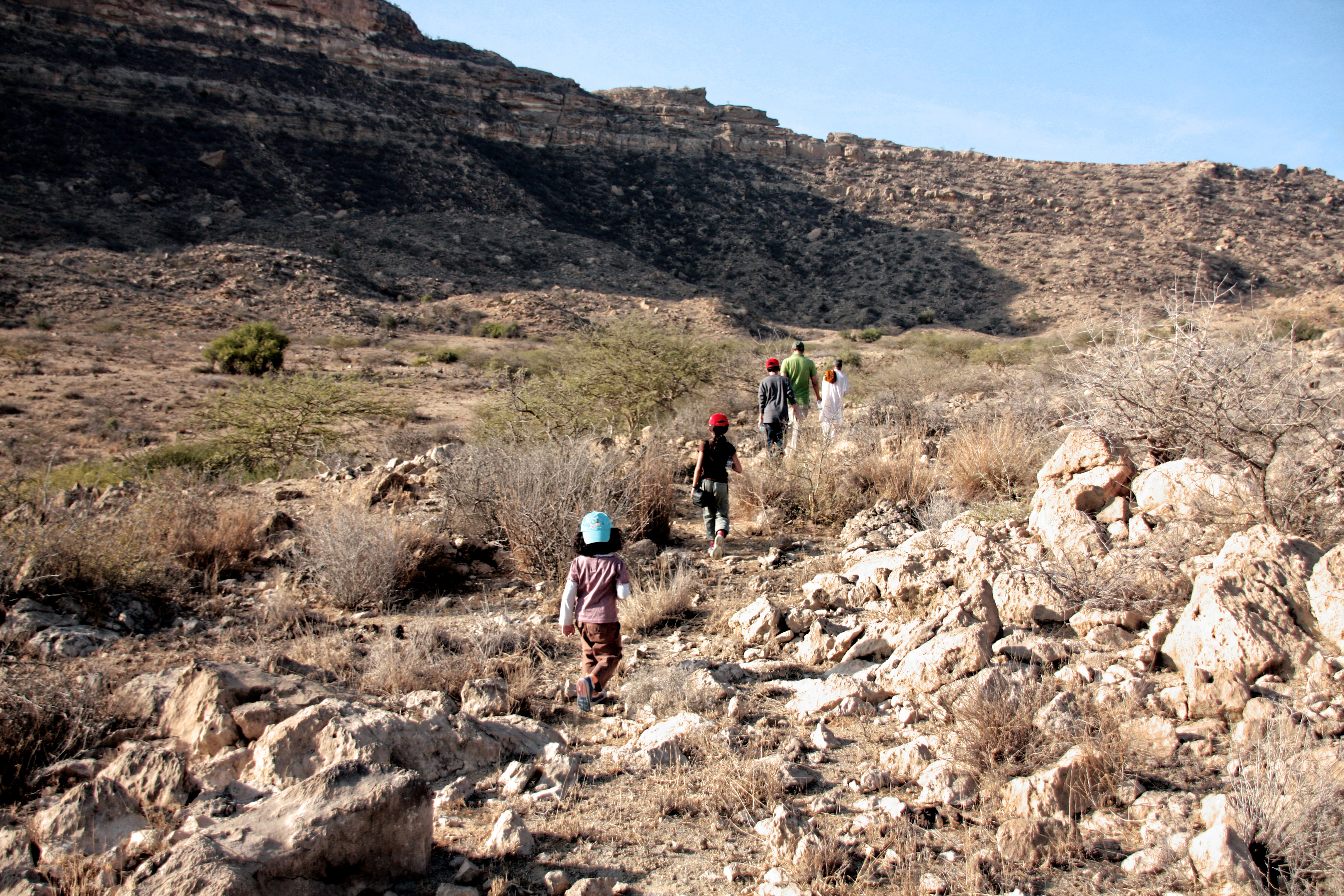
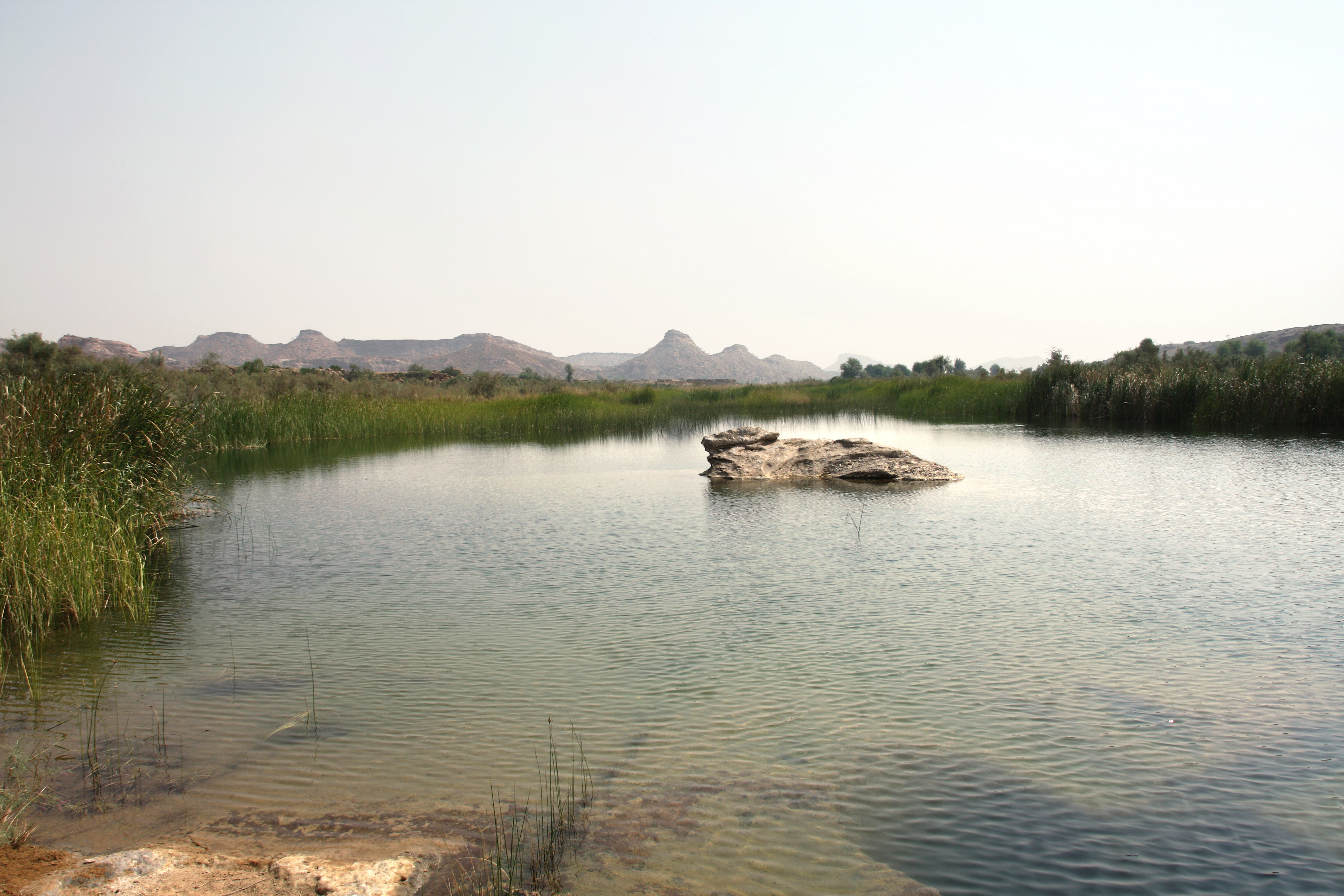
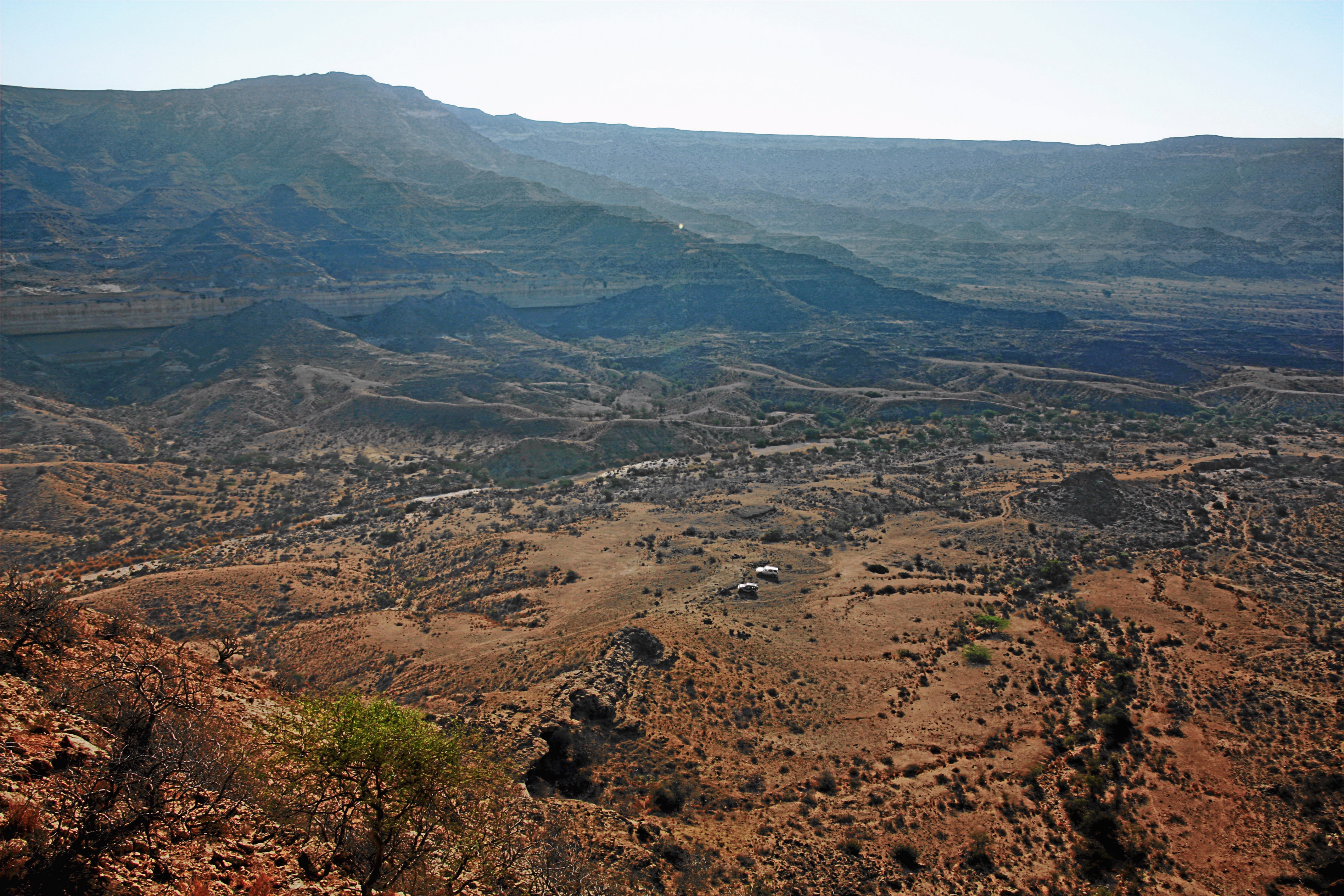
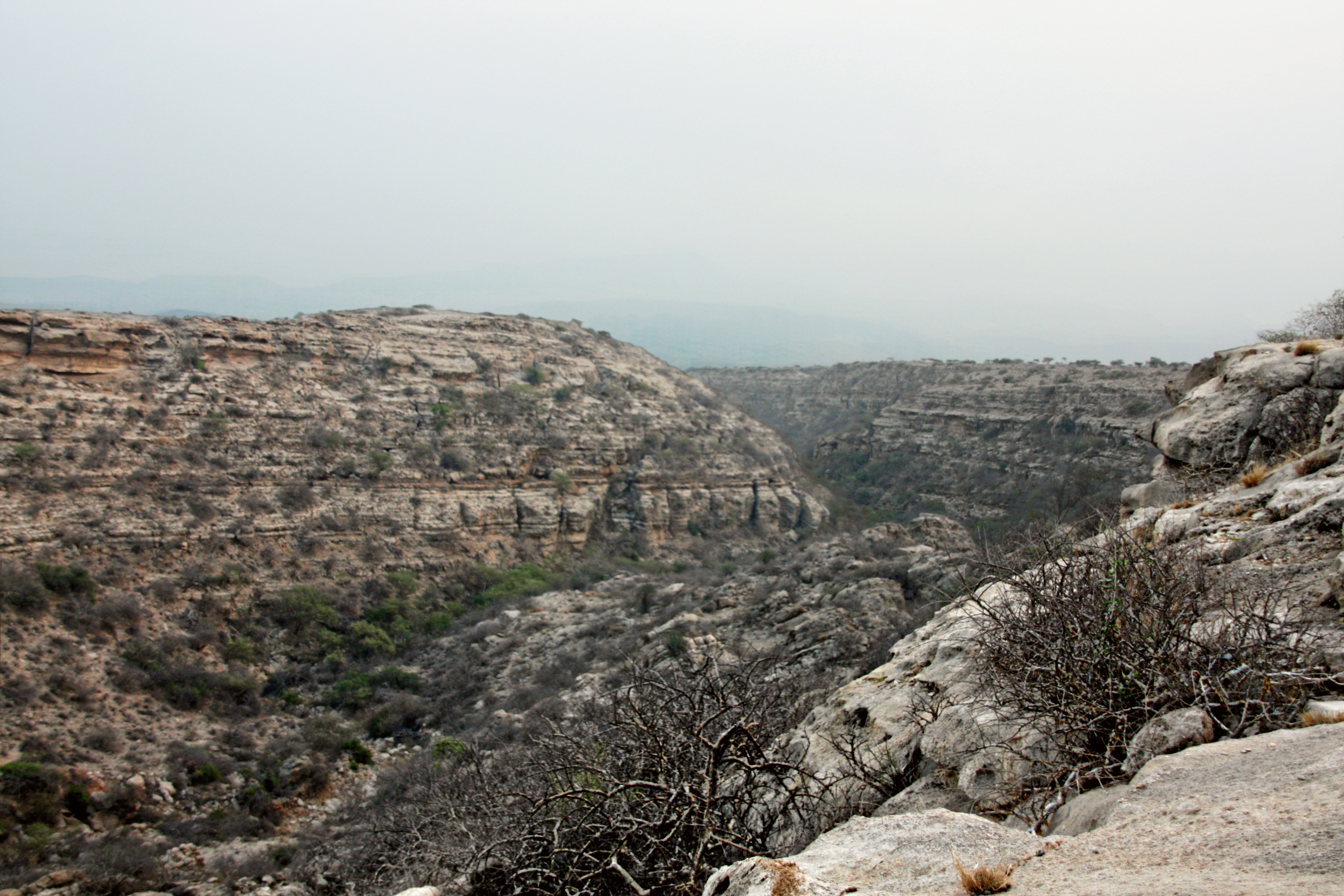
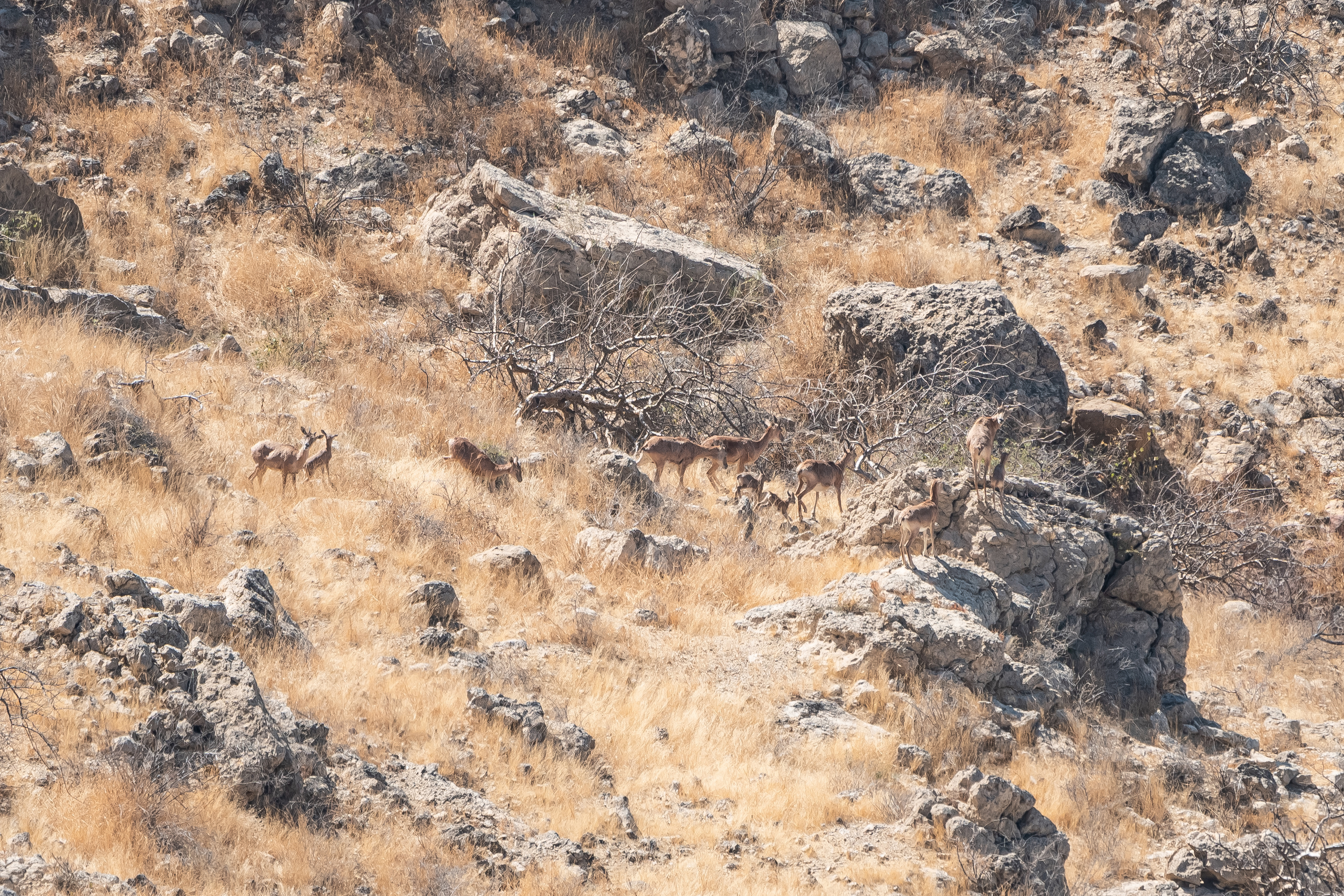
Vrouwelijke Sindbezoargeit in het Nationaal park Kirthar.
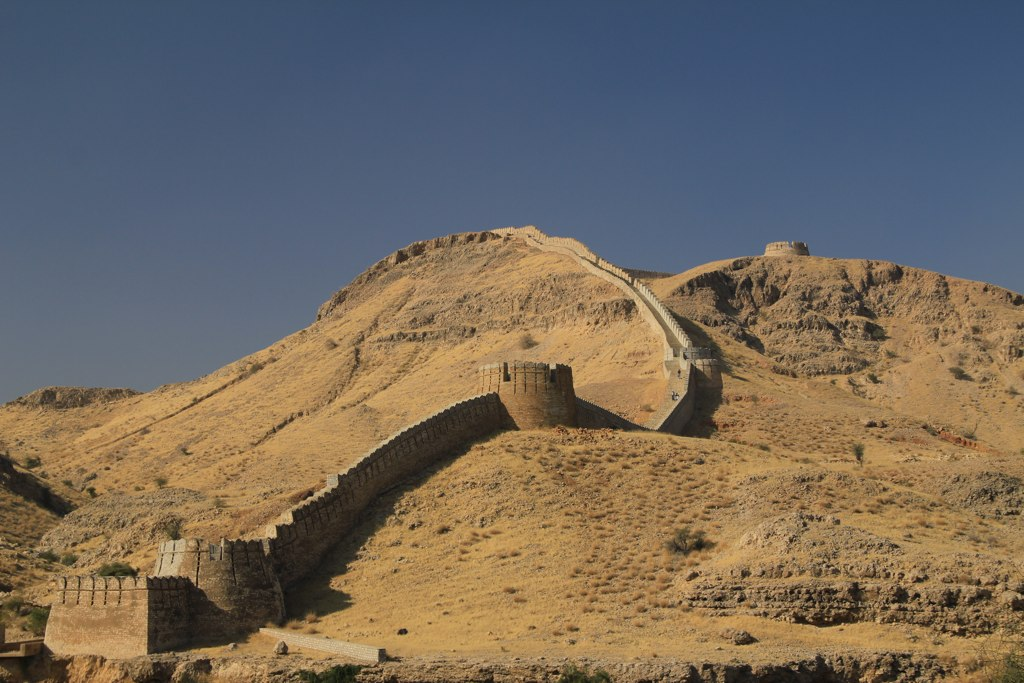
Ranikot
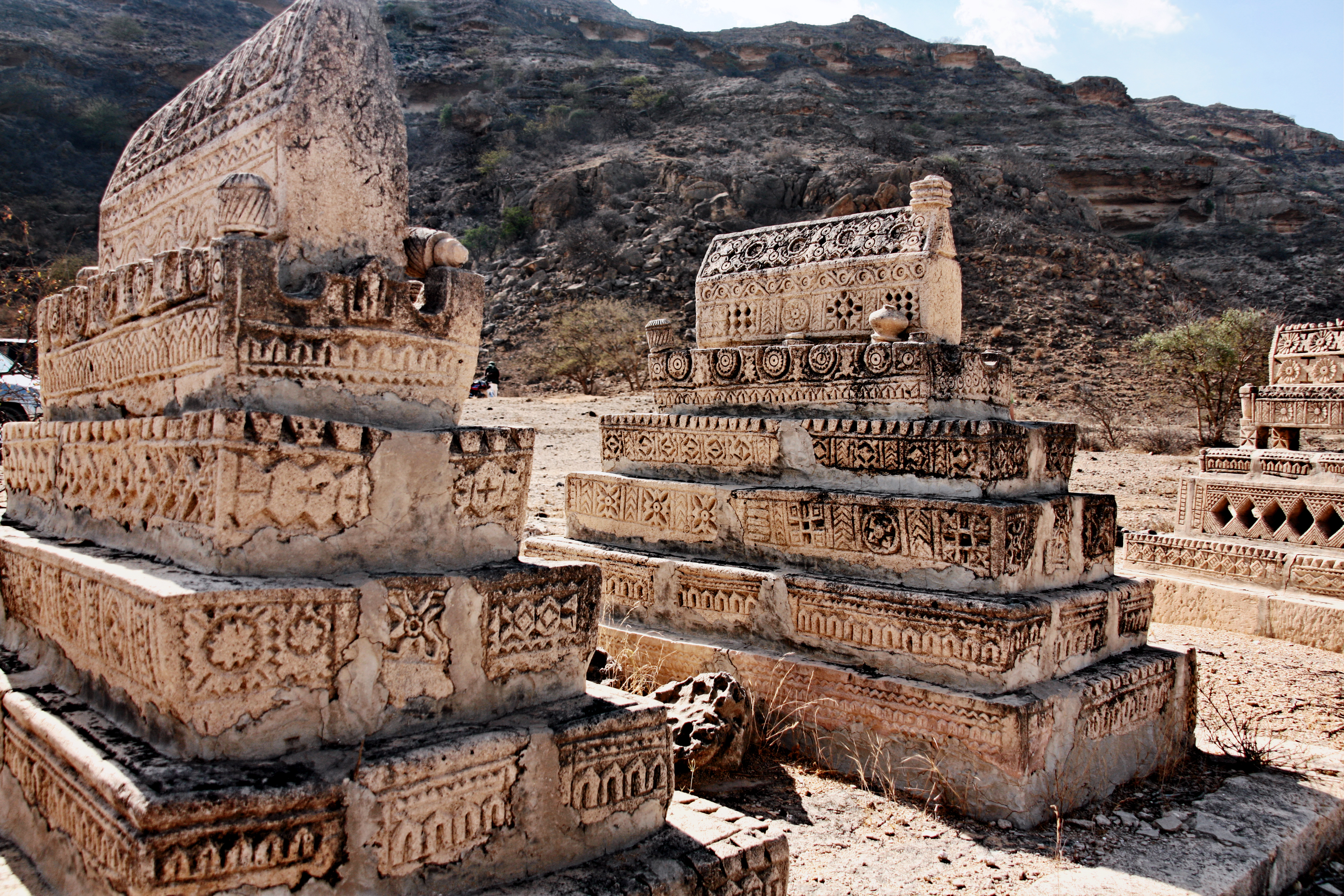
Taung